# مقاطعة تشيكوت (أركنساس)
مقاطعة تشيكوت (بالإنجليزية: Chicot County)‏ هي إحدى مقاطعات ولاية أركنساس في الولايات المتحدة الأمريكية.
حسب تعداد الولايات المتحدة 2010 هناك 11,800 نسمة.

## أعلام
- جيمس دبليو. ماسون